# Kempainadoddi, Malavalli
Kempainadoddi là một làng thuộc tehsil Malavalli, huyện Mandya, bang Karnataka, Ấn Độ.